# Estoppel
L'estoppel est un principe juridique d'origine anglaise (de common law) qui peut revêtir deux sens.
Dans un premier sens, c'est une objection qui s'oppose, en droit international public, à ce qu'un État partie à un procès puisse contredire une position qu’il a prise antérieurement et dans laquelle les autres États ou des organisations internationales avaient placé leur légitime confiance.
Dans un second sens, c'est une notion qui sanctionne, en droit civil de common law, les contradictions de comportement d'un plaideur au cours des phases successives du procès. Il s'agit d'une sanction de la bonne foi ou de la loyauté processuelle.

## Common law
L'estoppel est une exception procédurale destinée à sanctionner , au nom de la bonne foi les contradictions dans les comportements d'un État, celui-ci étant considéré comme lié par son comportement antérieur, et dès lors « estopped » à faire valoir une prétention nouvelle.
À titre d'exemple, un État qui a reconnu une ligne frontière n'a pas le droit de contester cette ligne frontière auprès d'un autre État.

## Droit français
On le désigne généralement en droit français comme « l’interdiction de se contredire au détriment d’autrui », ou principe du « non concedit venire contra factum proprium » de la lex mercatoria.
En droit international public, l'application est plus large et définit une objection qui empêche un État de contredire son argument antérieur dans la même instance.

### En droit privé
D'abord limité au droit international privé, la Cour de cassation a admis a contrario son existence en procédure civile dans un arrêt d'assemblée plénière du 27 février 2009. Le fondant sur l'exigence de bonne foi de l'alinéa 3 de l'article 1134 du Code civil selon lequel les conventions s'exécutent de bonne foi, et le soumettant à plusieurs conditions cumulatives, la Cour de cassation semble classer l'estoppel dans les fins de non-recevoir. En visant également l'article 122 du code de procédure civile, la haute juridiction a admis le principe de l'estoppel par la négative car elle ne l'a pas accepté en l'espèce. Elle précisait « La seule circonstance qu'une partie se contredise au détriment d'autrui n'emporte pas nécessairement fin de non-recevoir ».

### En droit public
En droit administratif, particulièrement en matière de droit fiscal, cette règle ne s’applique pas non plus selon un avis rendu le 1er avril 2010 par le Conseil d'État. La haute juridiction retient qu’un requérant ne peut utilement invoquer ce principe, selon lequel une partie ne saurait se prévaloir de prétentions contradictoires au détriment de ses adversaires. Le principe de l’estoppel ne s’applique pas en contentieux fiscal français.  
Toutefois, l'avis du Conseil d'Etat rappelle que certaines garanties similaires à l'estoppel sont prévues pour le contribuable par les articles L. 80 A et L. 80B du Livre des Procédures Fiscales (LPF). Par exemple, conformément à l'alinéa 3 de l'article L. 80 1 du LPF: "Lorsque le redevable a appliqué un texte fiscal selon l'interprétation que l'administration avait fait connaître par ses instructions ou circulaires publiées et qu'elle n'avait pas rapportée à la date des opérations en cause, elle ne peut poursuivre aucun rehaussement en soutenant une interprétation différente. Sont également opposables à l'administration, dans les mêmes conditions, les instructions ou circulaires publiées relatives au recouvrement de l'impôt et aux pénalités fiscales." 
En dehors des dispositions des articles L. 80 A et L. 80B du Livre des Procédures Fiscales (LPF), le Conseil d’État a, par un arrêt du 2 juillet 2014, considéré « qu’il n’existe pas, dans le contentieux de la légalité, de principe général en vertu duquel une partie ne saurait se contredire dans la procédure contentieuse au détriment d’une autre partie, consacrant ainsi l’inexistence du principe de l’estoppel en droit du contentieux administratif français.

## Droit québécois
Au Québec, l'estoppel (principe de common law) est l'équivalent de la théorie de l'expectative légitime en droit administratif. Cette théorie expose que la classe politique doit tenir les promesses qu'elle a faites. Ainsi, il est possible de sanctionner la conduite de ceux qui s'engagent à des obligations envers la population et qui, pour des motifs plutôt vagues, manquent à leurs engagements. La conduite de l'administration centrale peut donc constituer un fondement donnant naissance à une expectative légitime. 
Toutefois, des conditions d'applicabilité sont exigées : 
1. La conduite antérieure de l'homme ou la femme politique ou ses promesses non équivoques doivent être faites dans le cadre de ses compétences ;
2. Les administrés (citoyens) doivent agir conformément et motivés par ces promesses (ils prennent certaines mesures en conséquence des promesses) ;
3. Les administrés doivent subir un préjudice à la suite du non-respect des promesses par l'administration.

Cette théorie de l'expectative légitime a notamment été appliquée dans l'affaire Centre hospitalier Mont-Sinaï c. Québec (Ministre de la Santé et des Services sociaux), [2001] 2 R.C.S. 281. Il était question d'une promesse faite par le Ministre de délivrer un permis modifié une fois le centre hospitalier déménagé à Montréal ; le Ministre refusant par la suite de délivrer le permis en invoquant une vague préoccupation financière. 

### Sources bibliographiques
- Lexique des termes juridiques, édition Dalloz, verbo « Estoppel ».
- Étienne Vergès, Professeur à l'Université de Grenoble II, mars 2009, chronique de procédure civile sur lexbase
- Bulletin d'information de la Cour de cassation, no 700, daté du 15 avril 2009,
- Julien Cazala, « L'invocation de l'estoppel dans le cadre de la procédure de règlement des différends de l'O.M.C. », Revue générale de droit international public,‎ 2003, p. 885.